# Sofie Lassen-Kahlke
Sofie Katrine Lassen-Kahlke (* 18. Juli 1979 in Kopenhagen) ist eine dänische Schauspielerin.

## Leben
Sofie Lassen-Kahlke wuchs als Tochter eines Juristen-Ehepaares gemeinsam mit einer jüngeren Schwester in Kopenhagen auf. Da sie in ihrer Berufswahl unentschlossen war, studierte sie zunächst Jura, bevor sie sich der Schauspielerei zuwandte. Sie wurde von dem Filmproduzenten Regner Grasten (* 1956) entdeckt. Ihr Debüt gab die passionierte Golfspielerin im Jahr 1994 in dem Film Vildbassen. Sie absolvierte ihre professionelle Schauspielausbildung von 1997 bis 2000 an der Staatlichen Theaterhochschule in Kopenhagen. Im Jahr 1998 besuchte sie zudem eine Schauspielschule in Hollywood. Im selben Jahr gelang ihr in der dänischen Fernsehserie Brödrene Mortensens jul der berufliche Durchbruch als Schauspielerin. Einem breiten Publikum bekannt wurde sie auch ab dem Jahr 1999 durch ihre Rolle als Anja in der fünfteiligen Filmreihe Anja & Viktor. Als Bühnendarstellerin wirkte sie in verschiedenen Musicals an verschiedenen Theaterhäusern in ganz Dänemark mit. Sie wirkte als Schauspielerin vor der Kamera in bislang mehr als 40 Film-und-Fernsehproduktionen mit. Sie ist auch als Synchronsprecherin für Animationsfilme und Zeichentrickfilme aktiv. In den Jahren 2013 und 2014 verlas sie die Dänische Punktevergabe beim Eurovision Song Contest.
Sofie Lassen-Kahlke ist seit dem 25. August 2012 mit dem Piloten Hans Poul Petersen verheiratet und hat mit ihm zwei Töchter und einen Sohn.

## Filmografie (Auswahl)
- 1994: Vildbassen
- 1994: Torben – Der Satansbraten
- 1997: Die unschlagbaren Andersens (Sunes familie)
- 1998: Brödrene Mortensens jul (TV-Serie)
- 1999: Anja & Viktor – Kærlighed ved første hik
- 2000: Hotellet (Fernsehserie)
- 2001: Anja og Viktor – Kærlighed ved første hik 2
- 2002: Bertram und Co.
- 2003: Askepop – The Movie
- 2003: Anja efter Viktor
- 2004: Drechslers zweite Chance
- 2004: Familie Gregersen
- 2005: Vater hoch vier (Filmreihe)
- 2006: Da kommt Kalle (TV-Episodenrolle)
- 2007: Anja og Viktor – Brændende kærlighed
- 2007: Pistoleros
- 2007–2008: 2900 Happiness (Fernsehserie, 116 Folgen)
- 2008: Maj & Charlie (Fernsehserie, 13 Folgen)
- 2008: Remix
- 2008: Anja & Viktor – I medgang og modgang
- 2010: Live fra Bremen (TV-Serie)
- 2012: Kufferten
- 2014: Pixy, der kleine Wichtel (Familien Jul)
- 2016: Der kleine Wichtel kehrt zurück (Familien Jul i nissernes land)
- 2017: Nord Nord Mord – Clüver und die tödliche Affäre (Fernsehserie, 1 Folge)
- 2018: My Big Big Sister
- 2021: GG Horsens (Fernsehserie, 4 Folgen)
- 2022: Den bedste tid